# إريك بودوان
اريك بودوان هو لاعب هوكي جليد كندي، ولد في 3 مايو 1980 في أوتاوا في كندا.

## وصلات خارجية
- إريك بودوان على موقع دوري الهوكي الوطني (الإنجليزية)
- إريك بودوان على موقع EliteProspects.com (الإنجليزية)
- إريك بودوان على موقع Eurohockey.com (الإنجليزية)
- إريك بودوان على موقع HockeyDB.com (الإنجليزية)
- إريك بودوان على موقع Hockey-Reference.com (الإنجليزية)